# Mannie Heymans
Johannes Frederick "Mannie" Heymans (Krugersdorp, 15 de julho de 1971) é um ciclista namibiano, natural da África do Sul.
Heymans três vezes representou a Namíbia nos Jogos Olímpicos (2000, 2004, 2008), na prova de cross-country, alcançado o 26º, 29º e 45º lugar, respectivamente.